# Hausen, Birkenfeld
Hausen là một đô thị thuộc huyện Birkenfeld, bang Rheinland-Pfalz, Đức. Đô thị này có diện tích 4,99 km².